# Biały Słoń
Biały Słoń (česky Bílý slon; ukrajinsky Білий слон, Bilyj slon) je polský název pro opuštěný areál Polské astronomické a meteorologické observatoře Varšavské univerzity, který se nachází na odlehlém místě na vrcholu Pop Ivan v pohoří Černohora v Karpatech na Ukrajině. V současné době je objekt využíván jako horská chata s malým pátracím a záchranným týmem horské služby. Několika místností je upraveno pro ubytování a zotavení.
Spolu s tím je Biały Słoń uznán za historickou památku a od roku 2012 probíhají restaurátorské práce na obnově. Je považován za nejvýše položenou obytnou stavbu na Ukrajině.
Nejbližší osadou je dnes vesnice Zelena ve Verchovynském rajónu (Ivanofrankivská oblast) a územně náleží k Zelenské venkovské radě. V současné době je hvězdárna zařazena pod registračním číslem tři jako památka kulturního dědictví, o jejíž privatizaci se neuvažuje. Objekt se nachází v Karpatském národním přírodním parku.
V době, kdy byla hvězdárna založena, byl region součástí Druhé Polské republiky. Biały Słoń, jehož stavba byla zahájena v roce 1937 a dokončena v létě 1938, byl nejvýše položenou trvale obydlenou stavbou v Polsku. Nacházela se na mezinárodní hranici mezi druhou Polskou republikou a Československem, která se táhla přes vrcholky Karpat.

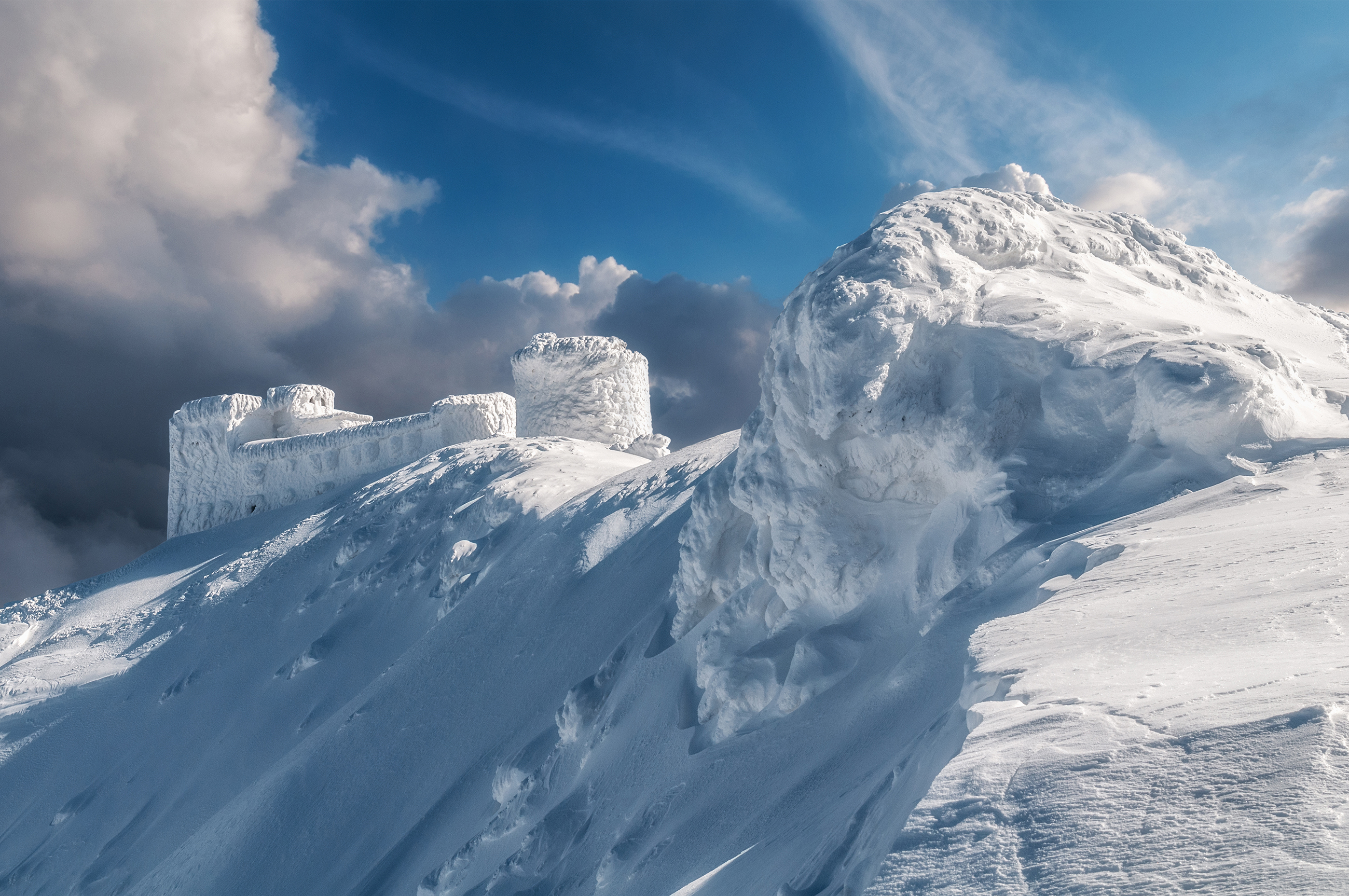
Observatoř v zimě

## Polská observatoř

### Projekt a výstavba
Projekt budovy byl schválen v roce 1935. Stavba budovy byla zahájena v létě 1936, kdy byl slavnostně položen základní kámen. Výstavba Biały Słoń byl velmi nákladný projekt s celkovými náklady přesahujícími jeden milion polských zlotých, což byla v té době obrovská zátěž pro státní rozpočet.

### Budova
Celý komplex se skládá ze tří hlavních prvků, které lze považovat za samostatné stavby spojené dohromady: věž, hlavní budova a menší servisní přístavek. Biały Słoń měl pět pater obrácených na Československou stranu (dnešní Zakarpatská oblast) a dvě patra obrácená na polskou stranu. Celý komplex byl postaven převážně z místního pískovce.
Biały Słoń měl 43 místností, včetně konferenčního sálu, obytných místností, kanceláří, jídelny, bateriové stanice a kotelny v suterénu (spodní stavba).V horních patrech pracovali astronomové a meteorologové, většinou pro Státní meteorologický ústav a Astronomickou observatoř Varšavské univerzity.

## Druhá světová válka
18. září 1939, po sovětském útoku na východní část Polska, pracovníci observatoře sbalili nejdůležitější vybavení a odešli na maďarské hranice. Nejprve bylo převezeno na budapešťskou Konkolyho observatoř, do konce války pak na vídeňskou. Během prvních let po válce se zařízení vrátilo do Polska. Do konce měsíce se budovy observatoře zmocnila Rudá armáda.
Po připojení regionu k Ukrajinské SSR vyslala Národní akademie věd Ukrajiny expedici. Dne 31. prosince 1939 navštívil observatoř první akademik-astronom Akademie věd Ukrajinské SSR Oleksandr Orlov. Zjistil, že z budovy bylo vyvezeno nejcennější vybavení. Na základě Orlovovy zprávy prohlásilo prezidium akademie věd, že Karpatská astronomická observatoř má být na základě usnesení vlády Ukrajinské SSR ze dne 2. ledna 1940 převedena na Akademii věd Ukrajinské SSR. Ředitelem Karpatské observatoře byl jmenován Orlov. Do června 1941 sloužila jako meteorologická stanice. V létě 1941 byla observatoř obsazena Wehrmachtem a následně předána maďarským vojskům, nasazeným v oblasti až do zimy 1941. Poté se z opuštěné budovy stala ruina, přestože během války nebyla poškozena.

## Obnova
Obnova započala až po rozpadu Sovětského svazu. V polovině 90. let přišli vědci ze Lvovské polytechniky pod vedením profesora Anatolije Dultseva spolu s kolegy z Varšavské polytechniky s myšlenkou obnovy observatoře. V říjnu 1996 se ve Lvově a Jaremče konala konference o opravě observatoře, ale žádné práce nebyly zahájeny.
Dne 24. ledna 2002 se v Jaremče konala další vědecká konference, která měla projekt přestavby observatoře oživit. Začátkem října 2002 zaslal vedoucí správy Ivanofrankovské oblasti Mychajlo Vyšyvaňuk oficiální dopis prezidentovi Ukrajiny Leonidu Kučmovi, v němž popisoval cíle opravy. Koncem listopadu téhož roku obdržel Vyšyvanjuk odpověď od prvního náměstka prezidentské administrativy Valerije Choroškovského, že návrh byl posouzen a uznán jako návrh k mezinárodní diskusi. V této souvislosti byly ministerstvu zahraničních věcí vydány požadované příkazy. V letech 1998-2010 se uskutečnila asi desítka letních expedic, které přispěly k rekonstrukci objektu.
V roce 2012 darovalo polské ministerstvo kultury v rámci grantového programu ve spolupráci s Zakarpatskou univerzitou asi 70 000 dolarů, s příspěvky Varšavy a Zakarpatské univerzity činila celková částka určená na přípravné práce 100 000 dolarů. Od července 2012 začaly některé přípravné práce, které pokračovaly na podzim 2012, kdy byly zazděny všechny okenní otvory a pokryta střecha. Bylo rozhodnuto budovu uzavřít, aby se zbavila vlhkosti. Celkové náklady na projekt činí 2 miliony dolarů. Původně měl být projekt dokončen do 28. července 2015.
Minimálně od roku 2015 stojí vedle komplexu bývalé hvězdárny malá kaple.
V prosinci 2017 bylo oznámeno, že Bílý slon bude vybaven bleskosvodem, a Čiskarpatská univerzita již objednala dokumentaci k předpokládanému rozpočtu. Bleskosvod měl být instalován do léta 2018.

### Horské služba
Od roku 2015 v budově sídlí stanoviště horské služby Ivanofrankovské pobočky Státní záchranné služby Ukrajiny. Stanoviště je zajímavé tím, že ne nejvýše položenou státní institucí na Ukrajině. Stanoviště je izolované a elektrifikované. Je zde k dispozici Wi-Fi a oddělený prostor pro návštěvníky.
Turistický provoz nad Čornohorským hřebenem je stálý a podle statistik Státní pohotovostní služby Ukrajiny z roku 2017 přesahuje v létě 6 000 osob měsíčně. Od léta 2016 do léta 2017 horu navštívilo 4 000 skupin v celkovém počtu přes 22 000 osob, z toho 9 000 cizinců. Na vrcholu našlo útočiště přibližně 420 skupin v celkovém počtu asi 1 500 osob. Záchranná stanice provedla sedm pátracích a záchranných misí, při nichž zachránila osm lidí, a 89 dalším poskytla různé druhy pomoci.
V roce 2017 byla vytvořena společná polsko-ukrajinská horská služba. Během probíhajících obnovovacích prací v roce 2017 nebyly k dispozici hlavní prostory horské boudy, ale byly vytvořeny provizorní prostory bez vytápění.